# Hubschrauberlandeplatz Vlieland

i7
i11
i13
Der Hubschrauberlandeplatz Vlieland (offizieller Name: Militaire helihaven Oost-Vlieland, deutsch „Militärischer Hubschrauberlandeplatz Oost-Vlieland“, ICAO-Code: EHVL) ist ein Hubschrauberlandeplatz auf Vlieland (Westfriesische Inseln, Niederlande). Das Gebiet mit einem Radius von 50 Metern befindet sich auf der östlichen Spitze der Insel am Hafen von Oost-Vlieland. Der Hubschrauberlandeplatz hat einen Landeplatz und einen einzelnen Hangar. Nach dem Gesetz ist die Verwendung des Hubschrauberlandeplatzes beschränkt auf Militär-, Polizei- und Rettungshubschrauber auch die Anzahl der Bewegungen ist auf 1500 pro Jahr begrenzt.

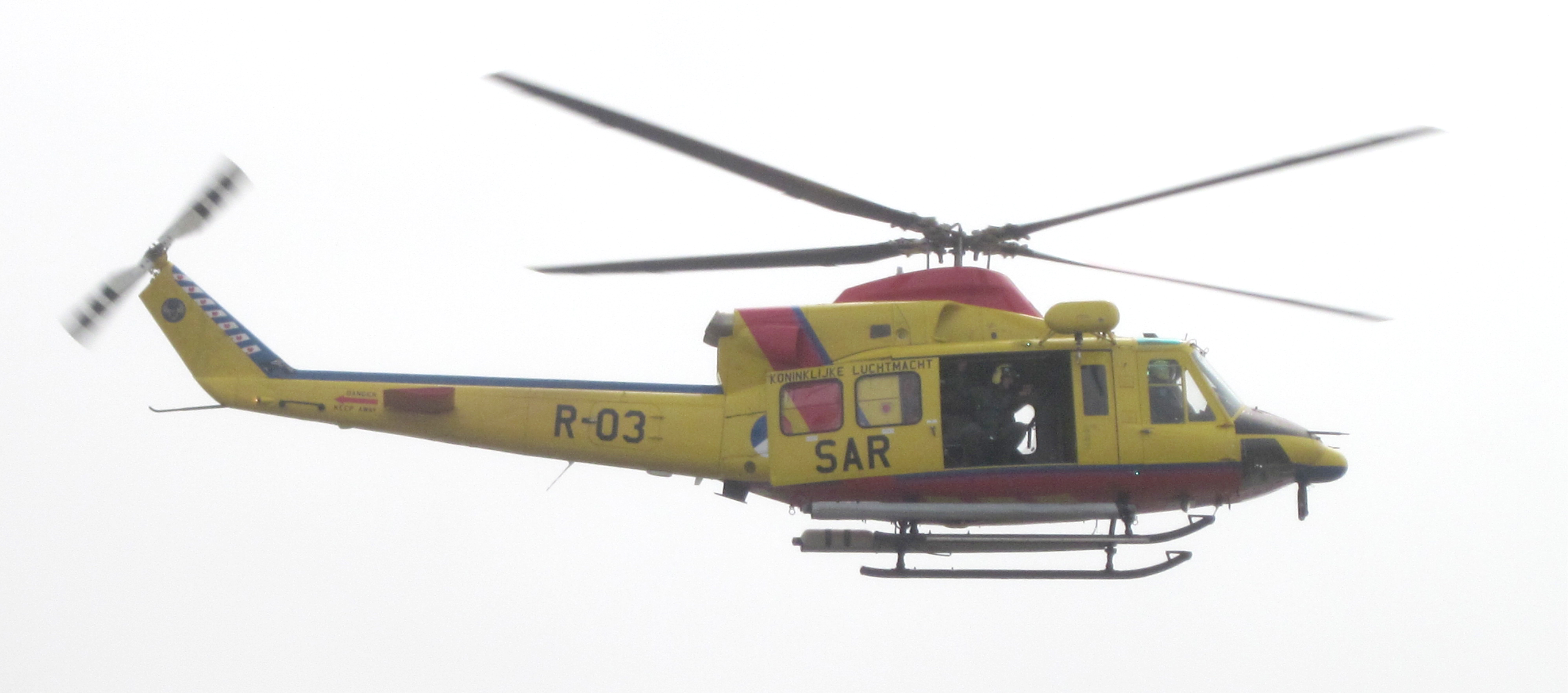
Hubschrauber vom Typ AB 412

## Nutzung
Vlieland Heliport wurde für Rettungsflüge von Search and Rescue (SAR) verwendet. Zum Einsatz kamen Hubschrauber vom Typ Agusta AB 412 von der Such- und Rettungsstaffel 303 der Koninklijke Luchtmacht. Basis der Staffel war der Militärflugplatz Leeuwarden.
Die Hubschrauber wurden für Such- und Rettungsmannschaften von Militärflugzeugen in Noteinsätzen verwendet, für den Transport von Patienten aus den niederländischen Watteninseln in Krankenhäuser auf dem Festland und für Rettungsmaßnahmen der Rettungswache.
Im Jahr 2016 wurde die Such- und Rettungsstaffel 303 aufgelöst, aber der Hubschrauberlandeplatz blieb unter militärischer Kontrolle. Seitdem werden Patiententransporte von der ANWB Medical Air Assistance mit einem Airbus Helicopters H145 durchgeführt.